# Diocesi di Njombe
La diocesi di Njombe (in latino Dioecesis Niombena) è una sede della Chiesa cattolica in Tanzania suffraganea dell'arcidiocesi di Songea. Nel 2023 contava 336.506 battezzati su 889.946 abitanti. È retta dal vescovo Eusebio Samwel Kyando.

## Territorio
La diocesi comprende parte della regione di Iringa in Tanzania.
Sede vescovile è la città di Njombe, dove si trova la cattedrale di San Giuseppe.
Il territorio è suddiviso in 49 parrocchie.

## Storia
La diocesi è stata eretta il 16 febbraio 1968 con la bolla Sicut solliciti di papa Paolo VI, ricavandone il territorio dalla diocesi di Iringa e dall'abbazia territoriale di Peramiho (oggi arcidiocesi di Songea).
Originariamente suffraganea dell'arcidiocesi di Dar-es-Salaam, il 18 novembre 1987 è entrata a far parte della provincia ecclesiastica di Songea.

## Cronotassi dei vescovi
Si omettono i periodi di sede vacante non superiori ai 2 anni o non storicamente accertati.
- Raymond Mwanyika † (16 gennaio 1971 - 8 giugno 2002 dimesso)
- Alfred Leonhard Maluma † (8 giugno 2002 - 6 aprile 2021 deceduto)
  - Sede vacante (2021-2023)[1]
- Eusebio Samwel Kyando, dal 19 ottobre 2023

## Statistiche
La diocesi nel 2023 su una popolazione di 889.946 persone contava 336.506 battezzati, corrispondenti al 37,8% del totale.
| anno | popolazione | popolazione | popolazione | presbiteri | presbiteri | presbiteri | presbiteri                | diaconi | religiosi | religiosi | parrocchie |
| anno | battezzati  | totale      | %           | numero     | secolari   | regolari   | battezzati per presbitero | diaconi | uomini    | donne     | parrocchie |
| ---- | ----------- | ----------- | ----------- | ---------- | ---------- | ---------- | ------------------------- | ------- | --------- | --------- | ---------- |
| 1970 | 110.807     | 315.149     | 35,2        | 45         | 12         | 33         | 2.462                     |         | 47        | 55        | 90         |
| 1980 | 137.249     | 400.000     | 34,3        | 60         | 25         | 35         | 2.287                     |         | 52        | 187       | 75         |
| 1990 | 193.476     | 531.145     | 36,4        | 57         | 33         | 24         | 3.394                     |         | 32        | 333       | 77         |
| 1999 | 228.810     | 727.714     | 31,4        | 84         | 69         | 15         | 2.723                     |         | 18        | 402       | 29         |
| 2000 | 229.870     | 731.000     | 31,4        | 86         | 69         | 17         | 2.672                     |         | 21        | 402       | 31         |
| 2001 | 243.781     | 543.781     | 44,8        | 95         | 82         | 13         | 2.566                     |         | 16        | 403       | 31         |
| 2002 | 241.149     | 543.781     | 44,3        | 92         | 76         | 16         | 2.621                     |         | 30        | 396       | 31         |
| 2003 | 256.971     | 654.929     | 39,2        | 100        | 85         | 15         | 2.569                     |         | 18        | 432       | 31         |
| 2004 | 258.446     | 659.506     | 39,2        | 88         | 70         | 18         | 2.936                     |         | 22        | 424       | 31         |
| 2013 | 314.000     | 813.000     | 38,6        | 86         | 77         | 9          | 3.651                     |         | 15        | 479       | 41         |
| 2016 | 341.678     | 886.098     | 38,6        | 102        | 81         | 21         | 3.349                     |         | 34        | 493       | 45         |
| 2019 | 373.300     | 973.500     | 38,3        | 104        | 91         | 13         | 3.589                     |         | 27        | 525       | 48         |
| 2021 | 301.696     | 861.000     | 35,0        | 112        | 96         | 16         | 2.693                     |         | 23        | 473       | 49         |
| 2023 | 336.506     | 889.946     | 37,8        | 112        | 98         | 14         | 3.004                     |         | 32        | 536       | 49         |